# Západní Německo na Letních olympijských hrách 1972
Západní Německo na Letních olympijských hrách 1972 v bavorském Mnichově reprezentovalo 423 sportovců (340 mužů a 83 žen) ve 23 sportech.

## Medailisté
| Medaile | Jméno | Sport             | Disciplína                            |
| ------- | --- | ----------------- | ------------------------------------- |
| Zlato   | Bernd Kannenberg | Atletika          | Muži chůze 50 km                      |
| Zlato   | Klaus Wolfermann | Atletika          | Muži hod oštěpem                      |
| Zlato   | Hildegard Falck | Atletika          | Ženy běh na 800 m                     |
| Zlato   | Christiane Krauseová Ingrid Beckerová Annegret Richterová Heide Rosendahlová | Atletika          | Ženy štafeta 4 × 100 m                |
| Zlato   | Ulrike Meyfarthová | Atletika          | Ženy skok vysoký                      |
| Zlato   | Heide Rosendahlová | Atletika          | Ženy skok do dálky                    |
| Zlato   | Dieter Kottysch | Box               | Muži lehkotěžká váha do 71 kg         |
| Zlato   | Jürgen Colombo Günter Haritz Udo Hempel Günther Schumacher | Cyklistika        | Družstvo mužů 4000 m stíhací závod    |
| Zlato   | Fritz Ligges Hartwig Steenken Gerhard Wiltfang Hans Günter Winkler | Jezdectví         | Parkurové skákání – družstva          |
| Zlato   | Liselott Linsenhoff | Jezdectví         | Drezura – jednotlivci                 |
| Zlato   | Wolfgang Baumgart Horst Dröse Dieter Freise Werner Kaessmann Carsten Keller Detlev Kittstein Ulrich Klaes Michael Krause Peter Kraus Michael Peter Wolfgang Rott Fritz Schmidt Rainer Seifert Wolfgang Strödter Eckart Suhl Eduard Thelen Peter Trump Uli Vos | Pozemní hokej     | Turnaj mužů                           |
| Zlato   | Gerhard Auer Uwe Benter Peter Berger Alois Bierl Hans-Johann Färber | Veslování         | Muži čtyřka s kormidelníkem           |
| Zlato   | Konrad Wirnhier | Sportovní střelba | Muži Skeet                            |
| Stříbro | Hans Baumgartner | Atletika          | Muži skok do dálky                    |
| Stříbro | Rita Wildenová | Atletika          | Ženy běh na 400 m                     |
| Stříbro | Heide Rosendahlová | Atletika          | Ženy pětiboj                          |
| Stříbro | Reinhold Kauder | Kanoistika        | C1 slalom muži                        |
| Stříbro | Wilhelm Baues Hans-Otto Schumacher | Kanoistika        | C2 slalom muži                        |
| Stříbro | Gisela Grothausová | Kanoistika        | K1 slalom ženy                        |
| Stříbro | Liselott Linsenhoff Josef Neckermann Karin Schlüter | Jezdectví         | Drezura – družstva                    |
| Stříbro | Klaus Glahn | Judo              | Muži nad 93 kg                        |
| Stříbro | Hans-Joachim Fassnacht Werner Lampe Klaus Steinbach Hans Vosseler | Plavání           | Muži štafeta 4 × 200 m volný způsob   |
| Stříbro | Rudolf Mang | Vzpírání          | Muži super těžká váha nad 110 kg      |
| Stříbro | Hans-Jürgen Veil | Zápas             | muži, řecko-římský do 57 kg           |
| Bronz   | Klaus Ehl Jobst Hirscht Karlheinz Klotz Gerhard Wucherer | Atletika          | Muži štafeta 4 × 100 m                |
| Bronz   | Inge Bödding Hildegard Falck Anette Rückes Rita Wildenová | Atletika          | Ženy štafeta 4 × 400 m                |
| Bronz   | Peter Hussing | Box               | Muži váha těžká do 81 kg              |
| Bronz   | Detlef Lewe | Kanoistika        | C1 1000 metrů muži                    |
| Bronz   | Magdalena Wunderlichová | Kanoistika        | K1 slalom ženy                        |
| Bronz   | Hans Lutz | Cyklistika        | Muži stíhací závod (jednotlivci)      |
| Bronz   | Lutz Goessing Horst Karsten Harry Klugmann Karl Schultz | Jezdectví         | Jezdecká všestrannost – družstva      |
| Bronz   | Josef Neckermann | Jezdectví         | Drezura – jednotlivci                 |
| Bronz   | Paul Barth | Judo              | Muži do 93 kg                         |
| Bronz   | Joachim Ehrig Peter Funnekötter Franz Held Wolfgang Plottke | Veslování         | Muži čtyřka bez kormidelníka          |
| Bronz   | Werner Lampe | Plavání           | Muži 200 m volný způsob               |
| Bronz   | Gudrun Beckmann Heidemarie Reineck Angela Steinbach Jutta Weber | Plavání           | Ženy štafeta 4 × 100 m volný způsob   |
| Bronz   | Gudrun Beckmann Vreni Eberle Silke Pielen Heidemarie Reineck | Plavání           | Ženy štafeta 4 × 100 m polohový závod |
| Bronz   | Adolf Seger | Zápas             | muži, volný styl do 74 kg             |
| Bronz   | Willi Kuhweide Karsten Meyer | Jachting          | Družstvo mužů třída Star              |
| Bronz   | Ulli Libor Peter Naumann | Jachting          | Družstvo mužů třída Flying Dutchman   |